# Tyreece Campbell
Tyreece Anthony Tupac Shakur Campbell (Southwark, 14 settembre 2003) è un calciatore giamaicano, attaccante del Charlton e della nazionale giamaicana.

## Carriera

### Club
Cresciuto nel settore giovanile del Charlton, il 21 luglio 2021 ha firmato il suo primo contratto professionistico ed il 19 febbraio 2022 ha debuttato in prima squadra nell'incontro di terza divisione inglese perso 4-0 contro l'Oxford Utd. Ha segnato il suo primo gol il 14 gennaio 2023 nella partita di campionato vinta 2-0 contro il Barnsley.
Nella stagione 2024-2025 vincendo i play-off della terza divisione inglese ha conquistato una promozione in seconda divisione.

### Nazionale
Il 4 giugno 2025 ha ricevuto la prima convocazione con la nazionale giamaicana, con cui ha debuttato sei giorni dopo nell'incontro di qualificazione per il campionato mondiale 2026 vinto 4-0 contro la Guatemala.
Nel medesimo anno ha partecipato alla CONCACAF Gold Cup.

## Statistiche

### Presenze e reti nei club
Statistiche aggiornate al 11 giugno 2025.
| Stagione        | Squadra         | Campionato      | Campionato | Campionato | Coppe nazionali | Coppe nazionali | Coppe nazionali | Coppe continentali | Coppe continentali | Coppe continentali | Altre coppe | Altre coppe | Altre coppe | Totale | Totale | Totale |
| Stagione        | Squadra         | Comp            | Pres       | Reti       | Comp            | Pres            | Reti            | Comp               | Pres               | Reti               | Comp        | Pres        | Reti        | Pres   | Reti   |        |
| --------------- | --------------- | --------------- | ---------- | ---------- | --------------- | --------------- | --------------- | ------------------ | ------------------ | ------------------ | ----------- | ----------- | ----------- | ------ | ------ | ------ |
| 2021-2022       | Charlton        | FL1             | 2          | 0          | FACup+CdL       | 0               | 0               | -                  | -                  | -                  | FLT         | 0           | 0           | 2      | 0      |        |
| 2022-2023       | Charlton        | FL1             | 22         | 2          | FACup+CdL       | 3+0             | 0               | -                  | -                  | -                  | FLT         | 4           | 0           | 29     | 2      |        |
| 2023-2024       | Charlton        | FL1             | 33         | 2          | FACup+CdL       | 2+1             | 1+0             | -                  | -                  | -                  | FLT         | 4           | 1           | 40     | 4      |        |
| 2024-2025       | Charlton        | FL1             | 44+3       | 7+0        | FACup+CdL       | 2+1             | 1+0             | -                  | -                  | -                  | FLT         | 3           | 1           | 53     | 9      |        |
| Totale carriera | Totale carriera | Totale carriera | 104        | 11         |                 | 9               | 2               |                    | -                  | -                  |             | 11          | 2           | 124    | 15     |        |

### Cronologia presenze e reti in nazionale
| Cronologia completa delle presenze e delle reti in nazionale ― Giamaica | Cronologia completa delle presenze e delle reti in nazionale ― Giamaica | Cronologia completa delle presenze e delle reti in nazionale ― Giamaica | Cronologia completa delle presenze e delle reti in nazionale ― Giamaica | Cronologia completa delle presenze e delle reti in nazionale ― Giamaica | Cronologia completa delle presenze e delle reti in nazionale ― Giamaica | Cronologia completa delle presenze e delle reti in nazionale ― Giamaica | Cronologia completa delle presenze e delle reti in nazionale ― Giamaica |
| Data                                                                    | Città                                                                   | In casa                                                                 | Risultato                                                               | Ospiti                                                                  | Competizione                                                            | Reti                                                                    | Note                                                                    |
| ----------------------------------------------------------------------- | ----------------------------------------------------------------------- | ----------------------------------------------------------------------- | ----------------------------------------------------------------------- | ----------------------------------------------------------------------- | ----------------------------------------------------------------------- | ----------------------------------------------------------------------- | ----------------------------------------------------------------------- |
| 10-6-2025                                                               | Kingston                                                                | Giamaica                                                                | 3 – 0                                                                   | Guatemala                                                               | Qual. Mondiali 2026                                                     | -                                                                       | 84’                                                                     |
| Totale                                                                  |                                                                         | Presenze                                                                | 1                                                                       |                                                                         | Reti                                                                    | 0                                                                       |                                                                         |